# Seafight
Seafight é um massive multiplayer online game de alto mar desenvolvido pela Bigpoint GmbH. 
Em Outubro de 2018, o jogo já passou de 48 milhões usuários registrados. 
O jogo gira em torno de navios de guerra em mar aberto e os jogadores lutam contra monstros (PvE) e uns contra os outros (PvP) em busca de tesouros e ouro. 